# The Kill Order
The Kill Order (titulado El destello, en España y Maze Runner: Virus letal en Hispanoamérica) es la precuela de la popular saga Maze Runner. Es una novela enfocada al público juvenil y adulto, pertenece al subgénero de ciencia ficción concretamente, trata una distopía, escrita por James Dashner. La novela fue publicada en noviembre de 2014 por la editorial Nocturna.
En sus páginas se narra la historia de la caída de la civilización, de cómo la llamada enfermedad, que comenzó por enloquecer a los habitantes, hizo que algunos se plantearan soluciones drásticas y crueles para la supervivencia de la humanidad.

## Resumen
Antes de que existiera CRUEL, antes de que se construyera el Laberinto y mucho antes de que Thomas ingresara en el Área, las llamaradas solares azotaron a la Tierra y destruyeron el mundo que la humanidad daba por sentado. Mark y Trina estaban allí cuando esto ocurrió y sobrevivieron, pero sobrevivir a las llamaradas solares fue sencillo comparado a lo que vendría después. Ahora una enfermedad que nubla la mente con ira y dolor se expande por todo el territorio y hay algo muy sospechoso sobre su origen. Peor aún, está mutando y la evidencia sugiere que pondrá a la humanidad de rodillas ante el caos, previo a una muerte cada vez más segura y espantosa. Mark y Trina están convencidos de que hay un modo de salvar de la locura a los pocos que quedan y están decididos a encontrarlo si consiguen mantenerse vivos. En este nuevo y devastado mundo cada vida tiene un precio y para algunos una persona vale más muerta que viva.    
La vida del protagonista, Mark, empieza a desmoronarse por diversos factores que se desencadenan en distintas etapas:  
1. Erupciones solares aniquilan a millones de personas, entre ellas a su hermana.
2. Inundaciones y escasez de alimentos, seguidos por un calor insoportable.
3. Los supervivientes deciden salvarse a toda costa, sin que importen lo demás.
4. Un virus llamado "La Llamarada" empieza a propagarse rápidamente. No se conoce su origen, ni cura, tan solo que conduce a la locura.

## Personajes
- Mark: Lleva un año sobreviviendo al desastre que acabó con buena parte de la civilización y sabe perfectamente dónde se encuentra, aunque  a su alrededor tiene lugar una situación que no comprende y se escapa de su control.
- Alec: Es un soldado ya adulto que acompaña a Mark en su aventura. Si bien en ocasiones puede parecer el típico arquetipo del intrépido soldado, el autor le ha dado mayor profundidad, de modo que funciona al mismo tiempo como figura paterna y como personaje entrañable con el que el lector puede encariñarse.
- Trina: La principal protagonista femenina. Despierta sentimientos en Mark y empiezan a tener una relación después de La Llamarada. Mark le describe como una mujer muy bella: Tiene el cabello rubio, es muy inteligente y le encanta leer libros. También es la protectora principal de Dee Dee, una niña que encuentra en un pequeño pueblo en el bosque. Ella y Mark sobrevivieron a las llamaradas solares, ya que justo cuando sucedió el evento ellos estaban en un metro subterráneo. Antes de la horrible tragedia de las llamaradas solares eran vecinos. Ella era también una compañera de viaje de Alec, Lana, Mark, Misty, Darnell, el Sapo y, finalmente, Dee Dee.
- Lana: Una enfermera militar que sobrevivió a las llamaradas solares en Virus Letal. Trabajó junto a Alec y desarrollaron un estrecho vínculo. Hizo su aparición cuando estaban caminando por los túneles subterráneos, salvando a Mark y Trina, en el edificio Lincoln, robando el barco.
- Misty: Es pelirroja y alta, aparece como una de las mejores amigas de Darnell y el Sapo, así que se asume que es bromista. Es salvada por Alec del tsunami y viaja junto con Mark, Trina, Darnell y Sapo hasta llegar a un asentamiento. Tiempo después en el asentamiento Mark, Lana, Alec y Trina la esperan, llega con Darnell  y el Sapo mientras Misty reía.
- Darnell: Amigo del Sapo y Misty. Alto, delgado y un poco fuerte. Escapó con Baxter, Mark, Trina, Alec, Lana, Misty y el Sapo del subterráneo y fueron a un edificio. Los asaltaron y mataron a Baxter. Les robaron un barco a los asaltantes y llegaron al asentamiento. Antes de viajar, son atacados con dardos que tienen la Llamarada y se desmaya. Lo llevan a un lugar seguro hasta que dejen de pasar los "bergs" y luego lo encierran en una casa. Fue de los pocos sobrevivientes al virus y duró mucho tiempo infectado, hasta morir completamente loco.
- Dee Dee: Es la niña encontrada por Mark, Trina, Lana; y Alec en uno de los asentamientos del bosque. Fue abandonada por ser considerada "una cosa del demonio", ya que, cuando le inyectaron el virus a todo el pueblo donde ella vivía, su herida se cicatrizó y nunca presentó síntomas de tener La Llamarada. Más tarde Mark y Trina la entregan a la CPC (Coalición Post Catástrofe) con una nota indicando que ella es inmune para que la usen. Años más tarde es conocida como Teresa.